# 프로세서 간 인터럽트
프로세서 간 인터럽트(Inter-processor interrupt, IPI)는 컴퓨팅에서 숄더 탭(shoulder tap)이라고도 알려진 것으로, 인터럽트의 프로세서가 다른 프로세서의 작업을 요구하는 경우 다중 프로세서 시스템에서 한 프로세서가 다른 프로세서를 인터럽트할 수 있는 특별한 유형의 인터럽트이다. 요청될 수 있는 작업은 다음과 같다.
- 하나의 프로세서에 의해 메모리 매핑이 변경될 때 변환 색인 버퍼와 같은 메모리 관리 장치 캐시를 다른 프로세서에서 플러시한다.
- 하나의 프로세서에 의해 시스템이 종료될 때 중지된다.
- 더 높은 우선순위의 작업이 가능함을 프로세서에 알린다.
- 다음과 같은 이유로 인해 모든 프로세서에서 수행할 수 없는 작업을 프로세서에 알린다.
  - I/O 채널에 대한 비대칭 액세스[1]
  - 일부 프로세서의 특수 기능[2]

## 같이 보기
- 인터럽트
- 인터럽트 핸들러